# 조지프 켈러
조지프 비숍 켈러(영어: Joseph Bishop Keller, 1923년 7월 31일 ~ 2016년 9월 7일)는 미국의 응용수학자이다. 기하학적 회절 이론(영어: geometrical theory of diffraction)을 창시하였다.